# Djibouti
Djibouti (ar. جيبوتي‎, fra. Ville de Djibouti) je glavni i najveći grad države Džibuti. Prema popisu iz 2009. godine grad ima nešto više od 475.000 stanovnika.
Utemeljen je 1888. kao pomorska luka građena u francuskom kolonijalnom stilu.